# Balança hidroestàtica

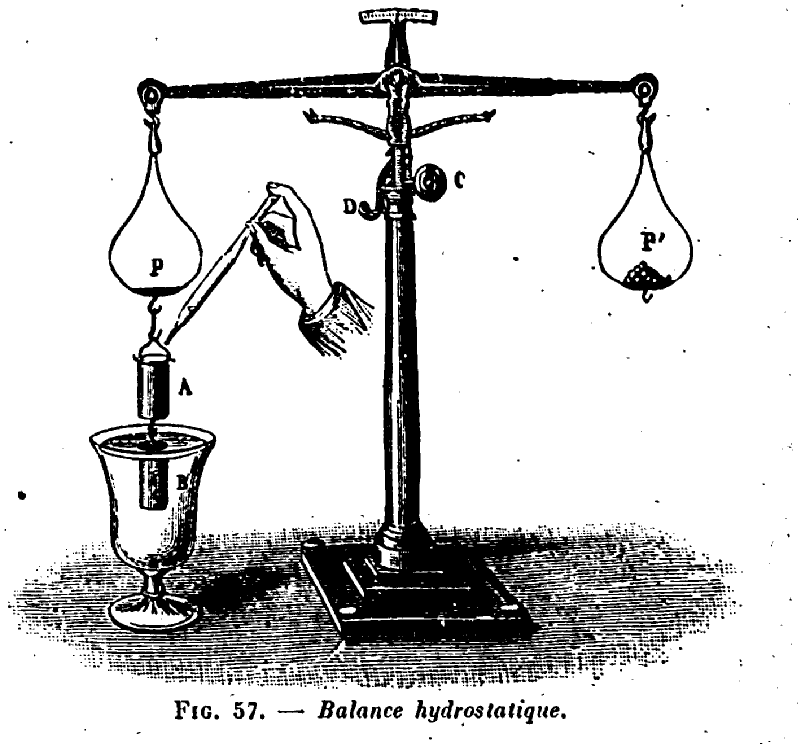
Il·lustració d'una Balança hidroestàtica.

Una balança hidroestàtica és un mecanisme experimental destinat a l'estudi de la força d'impuls exercida per fluids sobre els cossos en ells immersos. Va ser inventada per Galileo Galilei al voltant de l'any 1586. El seu funcionament es basa en el principi d'Arquimedes i està especialment concebuda per a la determinació de densitats de sòlids i líquids. Una variant de balança hidroestàtica és la balança de Mohr-Westphal que la va substituir ràpidament després de la seva invenció en ser més precisa i senzilla d'usar. Avui dia aquestes dues balances gairebé no s'utilitzen en laboratoris. En el seu lloc es fa servir el picnòmetre o mesuradors digitals, que són molt més precisos.
La balança hidroestàtica consta comunament de dos braços, dels quals pengen dos platets. D'un d'ells es penja l'objecte del qual volem determinar el seu pes i en l'altre les peses calibrades per determinar la seva massa. Un cop determinada se submergeix en aigua destil·lada i es calcula de nou la massa de l'objecte. Un cop coneguda aquesta diferència de masses s'aplica el principi d'Arquimedes (tot cos submergit en un fluid experimenta una impuls vertical i cap amunt equivalent al pes del volum de fluid desallotjat). Ja que la densitat del fluid és 1 g/cc (aigua destil·lada) simplement s'aplica la fórmula de la densitat:
{\displaystyle \rho ={m \over V}}
La precisió d'aquest mètode és qüestionable, ja que tant l'error absolut com el relatiu són grans, però va ser un important avanç per al segle xvii.